# Mira Sidawi
Mira Sidawi (Beirut, c. 1984) es una cineasta palestina nacida en el campo de refugiados de Burj Barajneh, a las afueras de Beirut, Líbano. Ha dirigido las película Four Wheels Camp (2016) y The Wall (2019), dos documentales que reflejan la vida en el campo de refugiados en el que ella creció. Sidawi vive en el Líbano y está trabajando en su novela Tell sleep to sleep, con la intención de llevarla después al cine.

## Filmografía
Las películas de Sidawi transcurren en los campos de refugiados en los que ella ha vivido. Su primer corto, Four wheels camp, dirigido y producido por ella en 2016, se proyectó en el Festival Ciné-Palestine de París donde obtuvo el premio del jurado y también en el Festival de cine universitario de Beirut en el que consiguió el premio otorgado por el público. En este documental interroga a la población sobre el lugar dónde desearían ser enterrados, haciendo así un retrato sobre la simbología de Palestina y el imaginario de la población palestina de los campos libaneses.The Wall, su segundo documental, también producido por ella, cuenta la vida de cuatro jóvenes del campo de refugiados que ruedan una película y sueñan con invitar a Rogers Walter, exlíder de Pink Floyd para que visite el lugar, adentrándose así en la vida de estos jóvenes, en sus luchas y en la dureza cotidiana a la cual se enfrentan para sobrevivir.
En mayo de 2024 Sidawi presentó sus dos documentales en España en un acto organizado por la Academia de Cine, y la Asociación de Mujeres Cineastas y de Medios Audiovisuales (CIMA), organización que pretende dar voz y apoyar a las cineastas que crean en zonas de conflicto o especialmente hostiles para las mujeres.